# Thạch Cảnh Sơn
Thạch Cảnh Sơn (tiếng Trung: 石景山区, pinyin: Shíjǐngshān Qū, Hán Việt: Thạch Cảnh Sơn khu là một quận nội thành của thủ đô Bắc Kinh, Trung Quốc. Quận Thạch Cảnh Sơn có diện tích 89,8  km², dân số theo điều tra năm 2000 là 489.000 người và mật độ dân số là 5445 người/ km².